# Marvin Prolingheuer
Marvin Prolingheuer (* 29. Juni 1990 in Senden) ist ein deutscher Volleyballspieler.

## Karriere
Prolingheuer, dessen Vater selbst aktiver Volleyballer war, begann seine Karriere 2003 beim SC Union 08 Lüdinghausen. 2006 ging er zum Volleyball-Internat Frankfurt, wo er von der Außenposition in den Diagonalangriff wechselte. Mit der Junioren-Nationalmannschaft erreichte er 2008 das Finale der Europameisterschaft. 2009 wechselte er zum Bundesligisten Moerser SC und 2012 zum Ligakonkurrenten TV Bühl. Im Mai 2014 hatte Prolingheuer gegen Belgien seinen ersten Einsatz in der A-Nationalmannschaft. Anschließend wechselte er innerhalb der Bundesliga zu den SWD Powervolleys Düren. In der Saison 2014/15 erreichte er mit Düren den dritten Platz in der Bundesliga und das Halbfinale im DVV-Pokal. In der folgenden Saison kam er mit den SWD Powervolleys ins Playoff-Viertelfinale; im CEV-Pokal gelangte die Mannschaft ebenfalls ins Viertelfinale. In der Saison 2016/17 erreichte Prolingheuer mit den Dürenern den dritten Rang in der Meisterschaft. In der folgenden Saison kamen die SWD Powervolleys ins Achtelfinale des CEV-Pokals, mussten sich aber im Playoff-Viertelfinale der Bundesliga geschlagen geben. Danach wechselte Prolingheuer zum italienischen Verein Gioia del Colle. Von 2020 bis 2022 spielte er erneut beim Moerser SC in der 2. Bundesliga.

## Privates
Im Juli 2019 heiratete Prolingheuer seine langjährige Freundin Marion.